# Чрезвычайный и полномочный посол (Украина)
Чрезвычайный и полномочный посол (укр. Надзвичайний і Повноважний Посол) — высший дипломатический ранг Украины. Установлен постановлением Верховной Рады Украины от 31 января 1992 г. № 2084-XII «О дипломатических рангах Украины».
В списке после даты присвоения дипломатического ранга стоит номер соответствующего указа президента Украины и указывается должность на момент присвоения ранга.

## Список чрезвычайных и полномочных послов
1. 13 февраля 1992 г., № 85 — Зленко, Анатолий Максимович, министр иностранных дел Украины
2. 26 февраля 1992 г., № 110 — Макаревич, Николай Петрович, первый заместитель министра иностранных дел Украины
3. 26 февраля 1992 г., № 111 — Липатов, Валентин Николаевич, заместитель министра иностранных дел Украины
4. 2 марта 1992 г., № 121 — Батюк, Виктор Гаврилович, постоянный представитель Украины при ООН
5. 6 марта 1992 г., № 132 — Лубкивский, Роман Марьянович, чрезвычайный и полномочный посол Украины в Чешской и Словацкой Федеративной Республике
6. 6 марта 1992 г., № 134 — Белорус, Олег Григорьевич, чрезвычайный и полномочный посол Украины в Соединённых Штатах Америки
7. 6 марта 1992 г., № 136 — Писковой, Иван Николаевич, чрезвычайный и полномочный посол Украины в Федеративной Республике Германия
8. 6 марта 1992 г., № 140 — Орёл, Анатолий Константинович, чрезвычайный и полномочный посол Украины в Италии
9. 6 марта 1992 г., № 142 — Костенко, Юрий Васильевич, чрезвычайный и полномочный посол Украины в Австрии
10. 13 марта 1992 г., № 155 — Слипченко, Александр Сергеевич, постоянный представитель Украины при ЮНЕСКО, Временный поверенный по делам Украины во Франции
11. 13 марта 1992 г., № 156 — Озадовский, Андрей Андреевич, постоянный представитель Украины при Отделении ООН и иных международных организациях в Женеве, временный поверенный по делам Украины в Швейцарии
12. 1 апреля 1992 г., № 201 — Удовенко, Геннадий Иосифович, посол по особым поручениям Министерства иностранных дел Украины
13. 1 апреля 1992 г., № 202 — Крыжановский, Владимир Петрович, чрезвычайный и полномочный посол Украины в Российской Федерации
14. 14 мая 1992 г., № 295 — Лукьяненко, Левко Григорьевич, чрезвычайный и полномочный посол Украины в Канаде
15. 31 августа 1992 г., № 453/92 — Василенко, Владимир Андреевич, чрезвычайный и полномочный посол Украины в Королевстве Бельгия
16. 7 сентября 1992 г., № 461/92 — Тарасюк, Борис Иванович, заместитель министра иностранных дел Украины
17. 10 сентября 1992 г., № 464/92 — Комиссаренко, Сергей Васильевич, чрезвычайный и полномочный посол Украины в Соединённом Королевстве Великобритании и Северной Ирландии
18. 16 сентября 1992 г., № 473/92 — Турянский, Игорь Мефодьевич, чрезвычайный и полномочный посол Украины в Турецкой Республике
19. 14 декабря 1992 г., № 600/92 — Кочубей, Юрий Николаевич, чрезвычайный и полномочный посол Украины во Французской Республике
20. 19 февраля 1993 г., № 42/93 — Щербак, Юрий Николаевич, чрезвычайный и полномочный посол Украины в Государстве Израиль
21. 19 февраля 1993 г., № 43/93 — Плюшко, Анатолий Дмитриевич, чрезвычайный и полномочный посол Украины в Китайской Народной Республике
22. 4 марта 1993 г., № 74/93 — Желиба, Владимир Иванович, чрезвычайный и полномочный посол Украины в Республике Беларусь
23. 12 апреля 1993 г., № 119/93 — Воробьёв, Александр Константинович, чрезвычайный и полномочный посол Украины в Республике Болгария
24. 12 апреля 1993 г., № 120/93 — Корнеенко, Борис Иванович, чрезвычайный и полномочный посол Украины в Греческой Республике
25. 5 мая 1993 г., № 158/93 — Ткач, Дмитрий Иванович, чрезвычайный и полномочный посол Украины в Венгерской Республике
26. 26 января 1994 г., № 30/94 — Сардачук, Пётр Данилович, чрезвычайный и полномочный посол Украины в Словацкой Республике
27. 15 февраля 1994 г., № 49/94 — Бойко, Виталий Фёдорович, чрезвычайный и полномочный посол Украины в Республике Молдова
28. 16 марта 1994 г., № 90/94 — Пащук, Виктор Викторович, чрезвычайный и полномочный посол Украины в Аргентинской Республике
29. 16 марта 1994 г., № 91/94 — Масик, Константин Иванович, чрезвычайный и полномочный посол Украины в Финляндской Республике
30. 19 января 1995 г., № 68/95 — Фёдоров, Владимир Григорьевич, чрезвычайный и полномочный посол Украины в Российской Федерации
31. 6 февраля 1995 г., № 103/95 — Дашкевич, Михаил Павлович, чрезвычайный и полномочный посол Украины в Японии
32. 3 ноября 1995 г., № 1012/95 — Бутейко, Антон Денисович, первый заместитель министра иностранных дел Украины
33. 7 августа 1996 г., № 645/96 — Грищенко, Константин Иванович, заместитель министра иностранных дел Украины
34. 7 августа 1996 г., № 646/96 — Гудыма, Борис Николаевич, заместитель министра иностранных дел Украины
35. 7 августа 1996 г., № 647/96 — Ходоровский, Георгий Иванович, чрезвычайный и полномочный посол Украины в Республике Индия
36. 7 августа 1996 г., № 648/96 — Тараненко, Александр Сергеевич, чрезвычайный и полномочный посол Украины в Республике Куба
37. 7 августа 1996 г., № 649/96 — Хандогий, Владимир Дмитриевич, заместитель министра иностранных дел Украины
38. 7 августа 1996 г., № 651/96 — Чернявский, Георгий Владимирович, руководитель службы протокола президента Украины
39. 8 августа 1996 г., № 688/96 — Огрызко, Владимир Станиславович, руководитель управления по вопросам внешней политики Администрации Президента Украины
40. 15 августа 1996 г., № 701/96 — Касьяненко, Анатолий Иванович, чрезвычайный и полномочный посол Украины в Республике Грузия
41. 4 октября 1996 г., № 920/96 — Белодед, Ростислав Митрофанович, чрезвычайный и полномочный посол Украины в Литовской Республике
42. 12 декабря 1996 г., № 1194/96 — Рылач, Юрий Александрович, заместитель министра иностранных дел Украины
43. 23 мая 1997 г., № 462/97 — Сметанин, Владимир Ильич, чрезвычайный и полномочный посол Украины в Республике Узбекистан
44. 10 июня 1997 г., № 506/97 — Богатырь, Виктор Васильевич, чрезвычайный и полномочный посол Украины в Республике Казахстан
45. 30 сентября 1997 г., № 1070/97 — Маймескул, Николай Иванович, постоянный представитель Украины при Отделении ООН и иных международных организациях в Женеве
46. 2 октября 1997 г., № 1088/97 — Чалый, Александр Александрович, чрезвычайный и полномочный посол Украины в Румынии
47. 22 ноября 1997 г., № 1298/97 — Ельченко, Владимир Юрьевич, постоянный представитель Украины при ООН
48. 16 января 1998 г., № 20/98 — Осыка, Сергей Григорьевич, министр внешних экономических связей и торговли Украины
49. 3 апреля 1998 г., № 253/98 — Подолев, Игорь Валентинович, чрезвычайный и полномочный посол Украины в Финляндской Республике
50. 17 ноября 1998 г., № 1259/98 — Шостак, Анатолий Николаевич, чрезвычайный и полномочный посол Украины в Республике Хорватия
51. 14 июля 1999 г., № 834/99 — Фуркал, Владимир Васильевич, чрезвычайный и полномочный посол Украины в Союзной Республике Югославия
52. 14 июля 1999 г., № 835/99 — Пономаренко, Анатолий Георгиевич, чрезвычайный и полномочный посол Украины в Федеративной Республике Германия
53. 14 июля 1999 г., № 836/99 — Павличко, Дмитрий Васильевич, чрезвычайный и полномочный посол Украины в Республике Польша
54. 14 июля 1999 г., № 837/99 — Никоненко, Александр Николаевич, чрезвычайный и полномочный посол Украины в Федеративной Республике Бразилия
55. 14 июля 1999 г., № 838/99 — Моцик, Александр Фёдорович, чрезвычайный и полномочный посол Украины в Турецкой Республике
56. 14 июля 1999 г., № 839/99 — Михайловский, Виктор Иванович, чрезвычайный и полномочный посол Украины в Латвийской Республике
57. 14 июля 1999 г., № 842/99 — Ковальская, Нина Климовна, чрезвычайный и полномочный посол Украины в Швейцарской Конфедерации
58. 14 июля 1999 г., № 844/99 — Майданник, Александр Иванович, заместитель министра иностранных дел Украины
59. 14 июля 1999 г., № 845/99 — Бершеда, Евгений Романович, первый заместитель министра иностранных дел Украины
60. 30 сентября 1999 г., № 1243/99 — Марков, Дмитрий Ефимович, чрезвычайный и полномочный посол Украины в Государстве Израиль
61. 1 декабря 1999 г., № 1512/99 — Белоблоцкий, Николай Петрович, чрезвычайный и полномочный посол Украины в Российской Федерации
62. 3 декабря 1999 г., № 1531/99 — Кучинский, Валерий Павлович, заместитель представителя Украины в Совете Безопасности ООН
63. 15 февраля 2000 г., № 241/2000 — Сергеев, Юрий Анатольевич, чрезвычайный и полномочный посол Украины в Греческой Республике
64. 14 августа 2000 г., № 979/2000 — Литвин, Игорь Антонович, чрезвычайный и полномочный посол Украины в Китайской Народной Республике
65. 22 декабря 2000 г., № 1367/2000 — Харченко, Игорь Юрьевич, заместитель министра иностранных дел Украины
66. 2 июля 2001 г., № 479/2001 — Фиалко, Андрей Александрович, руководитель главного управления по вопросам внешней политики Администрации Президента Украины
67. 2 августа 2001 г., № 577/2001 — Бережной, Алексей Николаевич, заместитель министра иностранных дел Украины
68. 2 августа 2001 г., № 590/2001 — Божко, Александр Иванович, чрезвычайный и полномочный посол Украины в Республике Армения
69. 20 августа 2001 г., № 687/2001 — Семенец, Олег Евгеньевич, чрезвычайный и полномочный посол Украины в Республике Индия
70. 4 сентября 2001 г., № 796/2001 — Губерский, Леонид Васильевич, директор Института международных отношений Национального университета имени Тараса Шевченко, член-корреспондент Национальной академии наук Украины
71. 6 июня 2002 г., № 525/2002 — Станик, Сюзанна Романовна, постоянный представитель Украины при Совете Европы
72. 6 июня 2002 г., № 526/2002 — Бутяга, Владимир Иванович, чрезвычайный и полномочный посол Украины в Федеративной Республике Нигерия
73. 13 августа 2002 г., № 705/2002 — Микитенко, Евгений Олегович, первый заместитель руководителя главного управления по вопросам внешней политики Администрации Президента Украины
74. 23 августа 2002 г., № 760/2002 — Кулеба, Иван Дмитриевич, заместитель государственного секретаря Министерства иностранных дел Украины
75. 5 сентября 2002 г., № 798/2002 — Чупрун, Вадим Прокопьевич, чрезвычайный и полномочный посол Украины в Туркменистане
76. 23 сентября 2002 г., № 855/2002 — Устич, Сергей Иванович, чрезвычайный и полномочный посол Украины в Чешской Республике
77. 2 декабря 2002 г., № 1129/2002 — Шпек, Роман Васильевич, представитель Украины при Европейских Содружествах (Европейском Союзе)
78. 23 декабря 2002 г., № 1186/2002 — Тимошенко, Константин Владимирович, чрезвычайный и полномочный посол Украины в Португальской Республике
79. 23 декабря 2002 г., № 1199/2002 — Резник, Михаил Борисович, чрезвычайный и полномочный посол Украины в Китайской Народной Республике
80. 6 марта 2003 г., № 202/2003 — Купчишин, Александр Михайлович, директор правового департамента Министерства иностранных дел Украины
81. 26 марта 2003 г., № 279/2003 — Чалый, Пётр Фёдорович, чрезвычайный и полномочный посол Украины в Республике Молдова
82. 18 августа 2003 г., № 849/2003 — Кирик, Виктор Андреевич, чрезвычайный и полномочный посол Украины в Республике Хорватия
83. 18 августа 2003 г., № 850/2003 — Рыбак, Алексей Николаевич, чрезвычайный и полномочный посол Украины в Великой Социалистической Народной Ливийской Арабской Джамахирии
84. 8 декабря 2003 г., № 1411/2003 — Митюков, Игорь Александрович, чрезвычайный и полномочный посол Украины в Соединённом Королевстве Великобритании и Северной Ирландии
85. 8 декабря 2003 г., № 1413/2003 — Бурмаков, Анатолий Иванович, чрезвычайный и полномочный посол Украины в Государстве Кувейт
86. 13 декабря 2003 г., № 1432/2003 — Кожара, Леонид Александрович, чрезвычайный и полномочный посол Украины в Королевстве Швеция
87. 12 января 2004 г., № 38/2004 — Скуратовский, Михаил Васильевич, чрезвычайный и полномочный посол Украины в Южно-Африканской Республике
88. 22 января 2004 г., № 67/2004[1] — Смешко, Игорь Петрович, председатель Службы безопасности Украины
89. 28 февраля 2004 г., № 250/2004 — Олейник, Анатолий Тимофеевич, посол по особым поручениям Министерства иностранных дел Украины
90. 5 марта 2004 г., № 285/2004 — Дронь, Анатолий Андреевич, первый заместитель министра иностранных дел Украины по связям с Верховной радой Украины
91. 12 октября 2004 г., № 1223[2] — Малько, Юрий Феодосьевич, заместитель руководителя аппарата Совета национальной безопасности и обороны Украины
92. 19 октября 2004 г., № 1266/2004 — Базив, Василий Андреевич, заместитель главы Администрации президента Украины — руководитель главного аналитического управления
93. 20 октября 2004 г., № 1289/2004 — Нагайчук, Виктор Иванович, чрезвычайный и полномочный посол Украины в Хашимитском Королевстве Иордания
94. 2 ноября 2004 г., № 1336/2004 — Демченко, Руслан Михайлович, чрезвычайный и полномочный посол Украины в Сербии и Черногории
95. 18 ноября 2004 г., № 1428/2004 — Тимофеев, Игорь Владимирович, заместитель министра обороны Украины
96. 19 ноября 2004 г., № 1435/2004 — Табачник, Дмитрий Владимирович, вице-премьер-министр Украины
97. 30 декабря 2004 г., № 1580/2004 — Зайчук, Валентин Александрович, руководитель аппарата Верховной рады Украины
98. 31 декабря 2004 г., № 1598/2004 — Долгов, Игорь Алексеевич, заместитель министра иностранных дел Украины
99. 31 декабря 2004 г., № 1601/2004 — Белашов, Владимир Евгеньевич, постоянный представитель Украины при отделении ООН и иных международных организациях в Женеве
100. 31 декабря 2004 г., № 1603/2004 — Камышев, Сергей Алексеевич, чрезвычайный и полномочный посол Украины в Китайской Народной Республике
101. 18 января 2005 г., № 44/2005 — Шаповал, Пётр Дмитриевич, чрезвычайный и полномочный посол Украины в Республике Беларусь
102. 19 января 2005 г., № 56/2005 — Цыбенко, Василий Григорьевич, чрезвычайный и полномочный посол Украины в Республике Казахстан
103. 11 ноября 2005 г., № 1573/2005 — Веселовский, Андрей Иванович, директор политического департамента Министерства иностранных дел Украины
104. 14 декабря 2005 г., № 1758/2005 — Богаевский, Юрий Вадимович, чрезвычайный и полномочный посол Украины в Федеративной Республике Бразилия, а также чрезвычайный и полномочный посол Украины в Республике Эквадор, чрезвычайный и полномочный посол Украины в Республике Боливия, чрезвычайный и полномочный посол Украины в Боливарской Республике Венесуэла по совместительству
105. 19 декабря 2005 г., № 1799/2005 — Гурьянов, Леонид Николаевич, чрезвычайный и полномочный посол Украины в Королевстве Саудовская Аравия
106. 19 декабря 2005 г., № 1800/2005 — Морозов, Константин Петрович, глава миссии Украины при НАТО
107. 20 марта 2006 г., № 241/2006 — Базилевский, Борис Николаевич, директор департамента консульской службы Министерства иностранных дел Украины
108. 11 июля 2006 г., № 604/2006 — Гнатишин, Иван Николаевич, директор валютно-финансового департамента Министерства иностранных дел Украины
109. 18 января 2007 г., № 23/2007 — Климчук, Борис Петрович, чрезвычайный и полномочный посол Украины в Литовской Республике
110. 30 января 2007 г., № 55/2007 — Шамшур, Олег Владиславович, чрезвычайный и полномочный посол Украины в Соединённых Штатах Америки, чрезвычайный и полномочный посол Украины на Антигуа и Барбуде по совместительству
111. 23 августа 2007 г., № 781/2007 — Кирьяков, Павел Алексеевич, чрезвычайный и полномочный посол Украины в Эстонской Республике
112. 23 августа 2007 г., № 782/2007 — Спыс, Николай Михайлович, чрезвычайный и полномочный посол Украины в Грузии
113. 23 августа 2007 г., № 783/2007 — Рылач, Валерий Александрович, директор третьего территориального департамента Министерства иностранных дел Украины
114. 23 августа 2007 г., № 784/2007 — Боровик, Сергей Николаевич, чрезвычайный и полномочный посол Украины в Алжирской Народной Демократической Республике
115. 21 ноября 2007 г., № 1130/2007 — Яценюк, Арсений Петрович, министр иностранных дел Украины
116. 27 декабря 2007 г., № 1264/2007 — Дир, Игорь Юрьевич, руководитель главной службы внешней политики Секретариата президента Украины
117. 27 декабря 2007 г., № 1265/2007 — Демьянюк, Александр Павлович, чрезвычайный и полномочный посол Украины в Республике Кипр
118. 27 декабря 2007 г., № 1266/2007 — Перелыгин, Евгений Юрьевич, постоянный представитель Украины при Совете Европы
119. 27 декабря 2007 г., № 1267/2007 — Сагач, Игорь Михайлович, чрезвычайный и полномочный посол Украины в Королевстве Норвегия
120. 27 декабря 2007 г., № 1268/2007 — Елисеев, Константин Петрович, заместитель министра иностранных дел Украины
121. 15 января 2008 г., № 20/2008 — Пятницкий, Валерий Тезиевич, глава делегации Украины на переговорах по вступлению Украины во Всемирную организацию торговли
122. 4 марта 2008 г., № 198/2008 — Ижевская, Татьяна Ивановна, чрезвычайный и полномочный посол Украины в Ватикане
123. 5 мая 2008 г., № 408/2008 — Зарудная, Наталья Николаевна, чрезвычайный и полномочный посол Украины в Королевстве Дания
124. 14 мая 2008 г., № 438/2008 — Гончарук, Андрей Иванович, заместитель главы Секретариата президента Украины
125. 3 июня 2008 г., № 507/2008 — Похвальский, Вячеслав Владимирович, чрезвычайный и полномочный посол Украины в Республике Узбекистан
126. 3 июня 2008 г., № 510/2008 — Соколовский, Богдан Иванович, уполномоченный президента Украины по международным вопросам энергетической безопасности
127. 23 августа 2008 г., № 760/2008 — Селивон, Николай Федосович, чрезвычайный и полномочный посол Украины в Республике Казахстан
128. 23 августа 2008 г., № 761/2008 — Пирожков, Сергей Иванович, чрезвычайный и полномочный посол Украины в Республике Молдова
129. 23 августа 2008 г., № 763/2008 — Кулик, Маркиян Зиновьевич, чрезвычайный и полномочный посол Украины в Румынии
130. 23 августа 2008 г., № 763/2008 — Лубкивский, Маркиян Романович, чрезвычайный и полномочный посол Украины в Республике Хорватия
131. 23 августа 2008 г., № 763/2008 — Огнивец, Инна Васильевна, чрезвычайный и полномочный посол Украины в Словацкой Республике
132. 23 августа 2008 г., № 763/2008 — Прокопчук, Игорь Васильевич, чрезвычайный и полномочный посол в Литовской Республике
133. 23 августа 2008 г., № 765/2008 — Цыбух, Валерий Иванович, чрезвычайный и полномочный посол Украины в Греческой Республике
134. 19 декабря 2008 г., № 1180/2008 — Горин, Александр Олегович, заместитель министра иностранных дел Украины
135. 19 декабря 2008 г., № 1180/2008 — Грицак, Иван Юрьевич, заместитель руководителя главной службы внешней политики Секретариата президента Украины
136. 19 декабря 2008 г., № 1180/2008 — Кириченко, Николай Николаевич, генеральный консул Украины в Нью-Йорке (Соединённые Штаты Америки)
137. 19 декабря 2008 г., № 1180/2008 — Полурез, Юрий Владимирович, руководитель Службы Государственного Протокола и Церемониала Секретариата президента Украины
138. 12 января 2009 г., № 11/2009 — Гуменюк, Борис Иванович, ректор дипломатической академии Украины при Министерстве иностранных дел Украины
139. 24 апреля 2009 г., № 263/2009 — Погорельцев, Сергей Алексеевич, директор департамента консульской службы Министерства иностранных дел Украины
140. 24 апреля 2009 г., № 265/2009 — Точицкий, Николай Станиславович, руководитель главной службы внешней политики Секретариата Президента Украины
141. 21 августа 2009 г., № 665/2009 — Коваль, Ярослав Григорьевич, директор департамента государственного протокола Министерства иностранных дел Украины
142. 21 августа 2009 г., № 666/2009 — Полиха, Игорь Зиновьевич, чрезвычайный и полномочный посол Украины в Республике Индия
143. 23 октября 2009 г., № 853/2009 — Порошенко, Пётр Алексеевич, министр иностранных дел Украины
144. 21 декабря 2009 г., № 1081/2009 — Грушко, Игорь Олегович, директор второго территориального департамента Министерства иностранных дел Украины
145. 21 декабря 2009 г., № 1081/2009 — Гуменный, Игорь Владимирович, директор третьего территориального департамента Министерства иностранных дел Украины
146. 21 декабря 2009 г., № 1081/2009 — Кулинич, Николай Андреевич, чрезвычайный и полномочный посол Украины в Японии
147. 21 декабря 2009 г., № 1081/2009 — Мищенко, Александр Павлович, директор четвёртого территориального департамента Министерства иностранных дел Украины
148. 21 декабря 2009 г., № 1081/2009 — Щерба, Анатолий Анатольевич, чрезвычайный и полномочный посол Украины в Королевстве Испания
149. 5 февраля 2010 г., № 115/2010 — Майко, Виктор Анатольевич, чрезвычайный и полномочный посол Украины в Туркменистане
150. 20 августа 2010 г., № 839/2010 — Коваль, Владимир Александрович, чрезвычайный и полномочный посол Украины в Ливанской Республике
151. 20 августа 2010 г., № 839/2010 — Ладный, Юрий Анатольевич, заместитель главы Администрации президента Украины — руководитель главного управления Государственного Протокола и Церемониала
152. 22 декабря 2010 г., № 1161/2010 — Дёмин, Олег Алексеевич, чрезвычайный и полномочный посол Украины в Республике Казахстан
153. 22 декабря 2010 г., № 1161/2010 — Климкин, Павел Анатольевич, заместитель министра иностранных дел Украины
154. 23 августа 2011 г., № 873/2011 — Троненко, Ростислав Владимирович, директор второго территориального департамента Министерства иностранных дел Украины
155. 22 декабря 2011 г., № 1176/2011 — Мальский, Маркиян Зиновьевич, чрезвычайный и полномочный посол Украины в Республике Польша
156. 22 декабря 2011 г., № 1176/2011 — Саенко, Татьяна Григорьевна, чрезвычайный и полномочный посол Украины в Республике Куба
157. 22 декабря 2011 г., № 1176/2011 — Тихонов, Виктор Николаевич, чрезвычайный и полномочный посол Украины в Республике Беларусь
158. 24 августа 2012 г., № 517/2012 — Дещица, Андрей Богданович, чрезвычайный и полномочный посол Украины в Финляндской Республике
159. 24 августа 2012 г., № 517/2012 — Клименко, Юрий Аркадьевич, первый заместитель руководителя главного управления по вопросам международных отношений Администрации президента Украины
160. 21 декабря 2012 г., № 711/2012 — Шевченко, Александр Дмитриевич, чрезвычайный и полномочный посол Украины в Республике Индия
161. 24 августа 2013 г., № 466/2013 — Крыжановский, Виктор Владимирович, чрезвычайный и полномочный посол Украины в Эстонской Республике
162. 21 декабря 2013 г., № 700/2013 — Ежель, Михаил Брониславович, чрезвычайный и полномочный посол Украины в Республике Беларусь
163. 21 декабря 2013 г., № 700/2013 — Мармазов, Василий Евгеньевич, чрезвычайный и полномочный посол Украины в Республике Корея
164. 21 декабря 2013 г., № 700/2013 — Олефиров, Андрей Владимирович, заместитель министра иностранных дел Украины — руководитель аппарата
165. 23 августа 2014 г., № 681/2014 — Жовтенко, Валерий Тимофеевич, чрезвычайный и полномочный посол Украины в Литовской Республике
166. 23 августа 2014 г., № 681/2014 — Зайчук, Борис Александрович, чрезвычайный и полномочный посол Украины в Чешской Республике
167. 23 августа 2014 г., № 681/2014 — Корсунский, Сергей Владимирович, чрезвычайный и полномочный посол Украины в Турецкой Республике
168. 23 августа 2014 г.. № 681/2014 — Чалый, Валерий Алексеевич, заместитель главы Администрации президента Украины
169. 22 декабря 2014 г., № 949/2014 — Онищенко, Юрий Владимирович, первый помощник президента Украины
170. 28 апреля 2015 г., № 245/2015 — Шевелев, Валентин Николаевич, чрезвычайный и полномочный посол Украины в Туркменистане
171. 26 августа 2015 г., № 517/2015 — Лакомов, Владимир Иванович, чрезвычайный и полномочный посол Украины в Исламской Республике Пакистан
172. 26 августа 2015 г., № 517/2015 — Мельник, Ярослав Владимирович, руководитель главного департамента Государственного Протокола и Церемониала Администрации президента Украины
173. 21 декабря 2015 г., № 717/2015 — Латий, Геннадий Георгиевич, чрезвычайный и полномочный посол Украины в Арабской Республике Египет
174. 23 августа 2016 г., № 352/2016 — Балтажи, Николай Фёдорович, чрезвычайный и полномочный посол Украины в Республике Болгария
175. 23 августа 2016 г., № 352/2016 — Надоленко, Геннадий Алексеевич, чрезвычайный и полномочный посол Украины в Государстве Израиль
176. 23 августа 2016 г., № 352/2016 — Ярмилко, Юрий Анатольевич, директор департамента менеджмента персонала Министерства иностранных дел Украины
177. 22 декабря 2016 г., № 570/2016 — Бродович, Михаил Франкович, чрезвычайный и полномочный посол Украины в Республике Словения
178. 22 декабря 2016 г., № 570/2016 — Зеркаль, Елена Владимировна, заместитель министра иностранных дел Украины по вопросам европейской интеграции
179. 22 декабря 2016 г., № 570/2016 — Кислица, Сергей Олегович, заместитель министра иностранных дел Украины
180. 22 декабря 2016 г., № 570/2016 — Мельник, Андрей Ярославович, чрезвычайный и полномочный посол Украины в Федеративной Республике Германия
181. 24 августа 2017 г., № 252/2017 — Мушка, Юрий Юрьевич, чрезвычайный и полномочный посол Украины в Словацкой Республике
182. 24 августа 2017 г., № 252/2017 — Нагорный, Николай Викторович, чрезвычайный и полномочный посол Украины в Государстве Ливия
183. 24 августа 2017 г., № 252/2017 — Цымбалюк, Евгений Викторович, чрезвычайный и полномочный посол Украины в Республике Кения
184. 22 декабря 2017 г., № 426/2017 — Перебийнис, Евгений Петрович, чрезвычайный и полномочный посол Украины в Чешской Республике
185. 22 декабря 2017 г., № 426/2017 — Сибига, Андрей Иванович, чрезвычайный и полномочный посол Украины в Турецкой Республике
186. 23 августа 2018 г., № 253/2018 — Жовква, Игорь Иванович, руководитель главного департамента внешней политики и европейской интеграции Администрации Президента Украины
187. 23 августа 2018 г., № 253/2018 — Ченцов, Всеволод Валерьевич, чрезвычайный и полномочный посол Украины в Королевстве Нидерландов
188. 22 декабря 2018 г., № 436/2018 — Непоп, Любовь Васильевна, чрезвычайный и полномочный посол Украины в Венгрии
189. 18 мая 2019 г., № 275/2019 — Арьев, Владимир Игоревич, председатель постоянной делегации Верховной рады Украины в Парламентской Ассамблее Совета Европы
190. 18 мая 2019 г., № 275/2019 — Божок, Егор Валерьевич, заместитель министра иностранных дел Украины
191. 18 мая 2019 г., № 275/2019 — Герасимов, Артур Владимирович, председатель постоянной делегации Верховной рады Украины в Парламентской ассамблее ОБСЕ
192. 18 мая 2019 г., № 275/2019 — Шутенко, Сергей Александрович, чрезвычайный и полномочный посол Украины в Греческой Республике
193. 19 мая 2019 г., № 298/2019 — Логвинский, Георгий Владимирович, заместитель председателя постоянной делегации Верховной рады Украины в Парламентской Ассамблее Совета Европы
194. 30 сентября 2019 г., № 723/2019 — Пристайко, Вадим Владимирович, министр иностранных дел Украины[3]
195. 21 декабря 2019 г., № 934/2019 — Москаленко, Виталий Анатольевич, чрезвычайный и полномочный посол Украины в Республике Болгария[4]
196. 23 августа 2020 г., № 356/2020 — Рева, Сергей Викторович, посол по особым поручениям отдела (Секретариата) Национальной комиссии по делам ЮНЕСКО Департамента международных организаций Министерства иностранных дел Украины
197. 23 августа 2020 г., № 356/2020 — Химинец, Василий Васильевич, директор Первого территориального департамента Министерства иностранных дел Украины
198. 23 августа 2020 г., № 356/2020 — Яценковский, Владимир Владимирович, чрезвычайный и полномочный посол Украины в Литовской Республике
199. 22 декабря 2020 г., № 583/2020 — Дорошенко, Николай Петрович, чрезвычайный и полномочный посол Украины в Республике Узбекистан
200. 24 августа 2021 г., № 437/2021 — Кулеба, Дмитрий Иванович, министр иностранных дел Украины
201. 24 августа 2021 г., № 438/2021 — Бешта, Андрей Петрович, чрезвычайный и полномочный посол Украины в Королевстве Таиланд в 2015—2021 годах (посмертно)
202. 22 декабря 2021 г., № 670/2021 — Бороденков, Сергей Николаевич, Посол по особым поручениям отдела правового оформления государственной границы Департамента международного права Министерства иностранных дел Украины
203. 22 декабря 2021 г., № 670/2021 — Брусило, Игорь Николаевич, Заместитель Руководителя Офиса Президента Украины
204. 22 декабря 2021 г., № 670/2021 — Маркарова, Оксана Сергеевна, чрезвычайный и полномочный посол Украины в Соединённых Штатах Америки
205. 22 декабря 2021 г., № 670/2021 — Нимчинский, Руслан Михайлович, чрезвычайный и полномочный посол Украины в Республике Кипр
206. 24 августа 2022 г., № 613/2022 — Боднар, Василий Миронович, чрезвычайный и полномочный посол Украины в Турецкой Республике
207. 24 августа 2022 г., № 613/2022 — Плахотнюк, Андрей Николаевич, чрезвычайный и полномочный посол Украины в Королевстве Швеция
208. 23 декабря 2022 г., № 877/2022 — Шкуров, Владимир Анатольевич, чрезвычайный и полномочный посол Украины в Албании
209. 22 декабря 2023 г., № 843/2023 — Баньков, Александр Сергеевич, государственный секретарь Министерства иностранных дел Украины
210. 22 декабря 2023 г., № 843/2023 — Омельченко, Вадим Владимирович, чрезвычайный и полномочный посол Украины во Франции
211. 22 декабря 2023 г., № 843/2023 — Толкач, Владимир Сергеевич, чрезвычайный и полномочный посол Украины в Республике Сербия